# Syntomopus oviceps
Syntomopus oviceps är en stekelart som beskrevs av Thomson 1878. Syntomopus oviceps ingår i släktet Syntomopus och familjen puppglanssteklar.
Artens utbredningsområde är:
- Tjeckien.
- Slovakien.
- Tyskland.
- Sverige.

Arten är reproducerande i Sverige. Inga underarter finns listade i Catalogue of Life.